# Republic XP-72
El Republic XP-72 fue un prototipo de caza interceptor estadounidense desarrollado como una progresión del diseño del P-47 Thunderbolt. El XP-72 fue diseñado alrededor del motor radial Pratt & Whitney R-4360 Wasp Major de 28 cilindros refrigerado por aire con un sobrealimentador montado detrás del piloto y propulsado por un eje de transmisión desde el motor. El armamento consistía en seis ametralladoras de 12,7 mm montadas en las alas y soportes subalares para dos bombas de 453,59 kg.

## Diseño y desarrollo
El desarrollo del XP-72 se realizó en paralelo de otro diseño de Republic, el XP-69, que iba a ser propulsado por un motor radial alineado experimental Wright R-2160 de 42 cilindros y refrigerado por líquido, montado en el morro del avión e impulsando hélices contrarrotativas. El XP-69 estaba destinado para realizar operaciones a gran altura y presentaba una cabina presurizada y un armamento de dos cañones de 37 mm y cuatro ametralladoras de 12,7 mm. Como el XP-72 demostró ser una mayor promesa que el XP-69, éste fue cancelado el 11 de mayo de 1943 y se ordenaron dos prototipos del XP-72 el 18 de junio del mismo año.

## Historia operacional

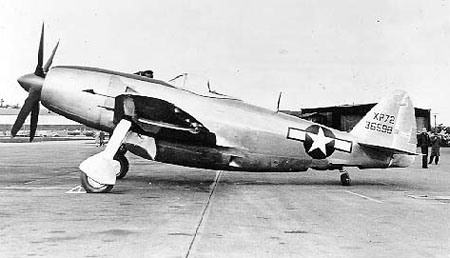
Republic XP-72 con un motor radial P&W R-4360.

El XP-72 voló por primera vez el 2 de febrero de 1944, equipado con una hélice cuatripala. El segundo prototipo fue completado el 26 de junio de 1944 y estaba equipado con una hélice contrarrotativa Aero-Products. Como el XP-72 exhibió unas prestaciones excepcionales durante las pruebas de vuelo, se concedió una orden de producción de 100 aviones. La orden incluía una configuración alternativa de armamento de cuatro cañones de 37 mm. Por esa época, la guerra había progresado hasta el punto donde la necesidad era de cazas de escolta de gran alcance y no de interceptores de gran velocidad. Además, la llegada de los nuevos interceptores propulsados a reacción mostró ser una mayor promesa para el papel de interceptor. En consecuencia, la producción del P-72 fue cancelada.

## Variantes
XP-69
Proyecto de caza con cabina presurizada y motor Wright R-2160. No construido, llegó a fase de maqueta.
XP-72
Interceptor monoplaza con motor Pratt & Whitney R-4360 Wasp Major, dos construidos.

## Operadores
Estados Unidos
- Fuerzas Aéreas del Ejército de los Estados Unidos

## Especificaciones (XP-72)

### Características generales
- Tripulación: Uno (piloto)
- Longitud: 11,2 m (36,6 ft)
- Envergadura: 12,5 m (40,9 ft)
- Altura: 4,9 m (16 ft)
- Superficie alar: 27,9 m² (300,3 ft²)
- Peso vacío: 5216 kg (11 496,1 lb)
- Peso cargado: 6560 kg (14 458,2 lb)
- Peso máximo al despegue: 7950 kg (17 521,8 lb)
- Planta motriz: 1× motor radial de 28 cilindros en cuatro filas, refrigerado por aire Pratt & Whitney R-4360-13.
  - Potencia: 2574 kW (3549 HP; 3500 CV) (motor -13)

### Rendimiento
- Velocidad nunca excedida (Vne): 789 km/h[2][N 1]
- Alcance: 1932 km (1043 nmi; 1200 mi)
- Techo de vuelo: 12 805 m (42 011 ft)
- Régimen de ascenso: 26,8 m/s (5276 ft/min)
- Carga alar: 235 kg/m² (48,1 lb/ft²)
- Potencia/peso: 0,39 kW/kg (0,24 hp/lb)

### Armamento
- Armas de proyectiles: 

  - 6x Browning M2 de 12,7 mm o
  - 2x M4 de 37 mm y 4x Browning M2 de 12,7 mm o
  - 4x M4 de 37 mm
- Bombas: 

  - 2 de 476 kg

## Aeronaves relacionadas

### Desarrollos relacionados
- Republic P-47 Thunderbolt

### Secuencias de designación
- Secuencia P-_ (Cazas (Pursuit) del USAAC/USAAF/USAF, 1924-1962): ← P-69 - P-70 - XP-71 - XP-72 - P-73 - P-75 - P-76 →